# Barbara Morgan

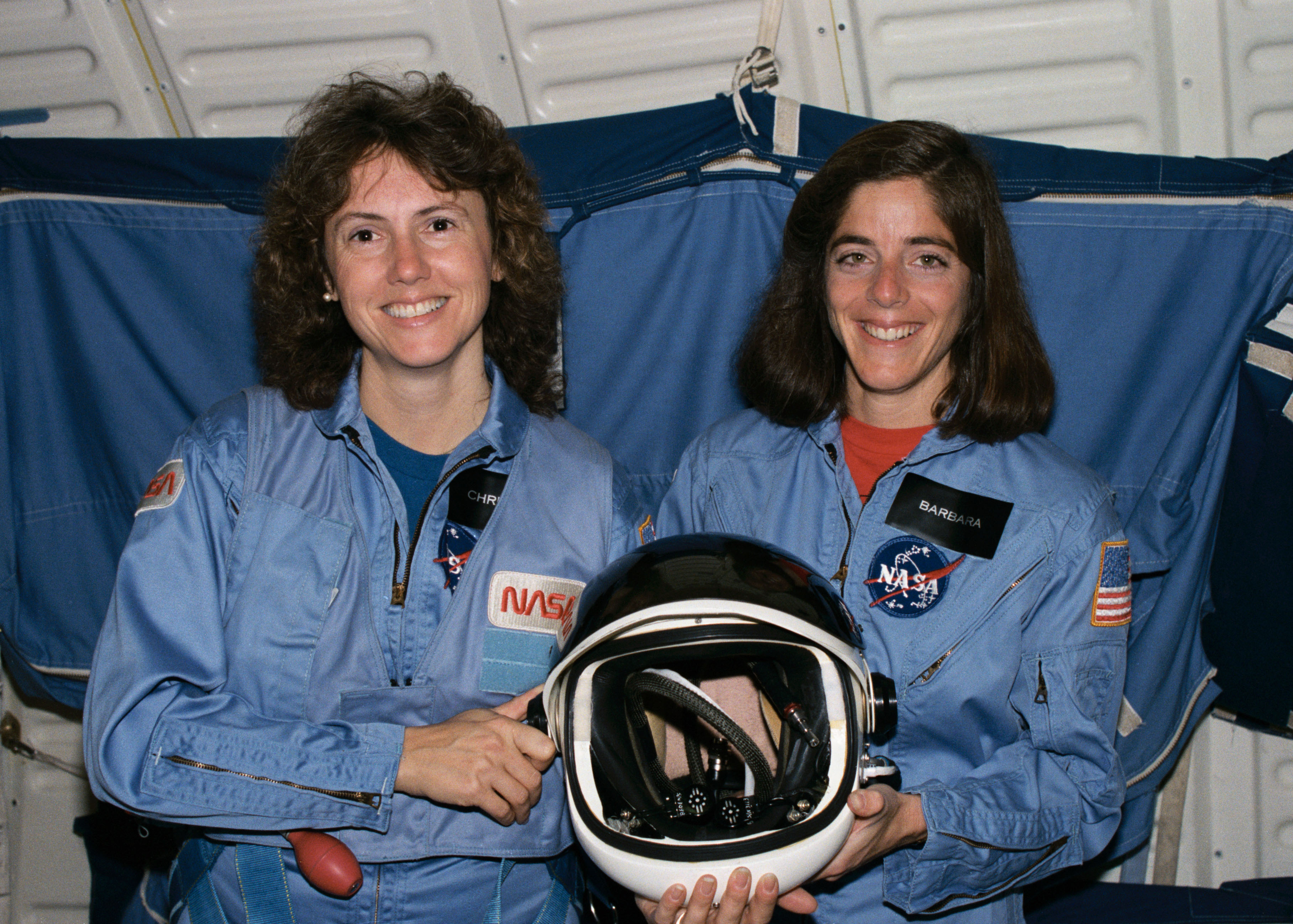
Christa McAuliffe și Barbara Morgan în 1985.

Barbara Radding Morgan (n. 28 noiembrie 1951) este o profesoară americană și fost astronaut NASA. A participat la programul Teacher in Space ca rezervă a Christei McAuliffe în misiunea STS-51-L a navetei spațiale Challenger, care s-a soldat cu explozia navetei spațiale la 73 de secunde după lansare. Ea s-a antrenat apoi ca specialist de misiune și a zburat în spațiu în misiunea STS-118 din august 2007.